# Chrysoprasis pilosa
Chrysoprasis pilosa là một loài bọ cánh cứng trong họ Cerambycidae.